# Pozos (Costa Rica)
Pozos es un distrito del cantón de Santa Ana, en la provincia de San José, de Costa Rica.
El distrito se caracteriza por su gran auge comercial, educativo y urbanístico desde inicios del nuevo siglo. Alberga una de las calles famosas por sus comercios e industria, llamada Lindora. Es sede de la Bolsa de Valores de Costa Rica.

## Toponimia
La naturaleza plana y arcillosa de la parte norte de Santa Ana, daba origen a muchos charcos y sitios cenagosos, y que por esta razón se le llamó al distrito "Los Pozos”.

## Historia
Los Pozos, o actualmente Pozos, adquirió el título de distrito desde la fundación del cantón en 1907.

## Ubicación
Se ubica en el norte del cantón y limita al norte con los cantones de Belén y Alajuela, al este con el cantón de Escazú, al oeste con el distrito de Brasil, y al sur limita con los distritos de Santa Ana y Uruca.

## Geografía
Pozos cuenta con un área de 13,35 km² y una altitud media de 847 m s. n. m.

## Demografía
Para el año 2022, Pozos cuenta con una población estimada de 17 516 habitantes, y para el último censo efectuado, en 2011, Pozos contaba con una población de 15 585 habitantes.

## Localidades
- Barrios: Alto Palomas, Concepción, Cuevas, Chispa, Gavilanes, Honduras, Lajas (parte), Lindora, Manantial, Real de Pereira (parte), Valle del sol.

## Cultura

### Sitios de interés
- BMW Enduro Park
- Bolsa Nacional de Valores (BNV)
- Centro Comercial Terrazas de Lindora
- Holiday Inn Express San José Forum
- Hotel Aloft San José
- Hotel Quality
- Momentum Lindora
- Parque Empresarial Forum I
- Parroquia Inmaculada Concepción de Pozos
- Superintendencia General de Entidades Financieras (SUGEF)

## Economía
El distrito se ha caracterizado en los últimos años por ser una de las zonas del Gran Área Metropolitana de mayor auge. Desde inicios de la segunda década del siglo XXI, se han desarrollado en el distrito diversos proyectos comerciales y residenciales, tales como el Parque Empresarial Forum 1, los centros comerciales Momentum Lindora y Terrazas de Lindora, los proyectos residenciales Bosques de Lindora y Residencias Málaga, y otros. El distrito también es sede de la Bolsa de Valores de Costa Rica.

## Transporte

### Carreteras
Al distrito lo atraviesan las siguientes rutas nacionales de carretera:
- Ruta nacional 27
- Ruta nacional 147
- Ruta nacional 310

## Concejo de distrito
El concejo de distrito de Santa Ana vigila la actividad municipal y colabora con los respectivos distritos de su cantón. También está llamado a canalizar las necesidades y los intereses del distrito, por medio de la presentación de proyectos específicos ante el Concejo Municipal. La presidenta del concejo del distrito es la síndica suplente del partido Liberación Nacional, Sandi Chavarría Arias.
El concejo del distrito se integra por:
| #                       | Partido                     | Nombre                            |  |
| Síndico propietario     | Síndico propietario         | Síndico propietario               |  |
| ----------------------- | --------------------------- | --------------------------------- |  |
| 1                       | Partido Liberación Nacional |                                   |  |
| Síndico suplente        |                             |                                   |  |
| 2                       | Partido Liberación Nacional | Sandi Chavarría Arias             |  |
| Concejales propietarios |                             |                                   |  |
| 3                       | Partido Liberación Nacional | Ana María Arguedas Quirós         |  |
| 4                       | Partido del Sol             | Jorge Hernández Carmona           |  |
| 5                       | Partido Acción Ciudadana    | Rafael Ángel Chavarría Villalobos |  |
| 6                       | Movimiento Libertario       | Mónica Reyes Chavarría            |  |
| Concejales suplentes    |                             |                                   |  |
| 7                       | Partido Liberación Nacional | Marco Soto Chavarría              |  |
| 8                       | Partido del Sol             | Wendy Mora Castro                 |  |
| 9                       | Partido Acción Ciudadana    | Eduardo Carpio Bonilla            |  |
| 10                      | Movimiento Libertario       | Israel Flores Guzmán              |  |